# Sinji-mező
A Sinji-mező (horvátul: Sinjsko polje) egy karsztmező Horvátországban, Dalmáciában, Split-Dalmácia megyében. 

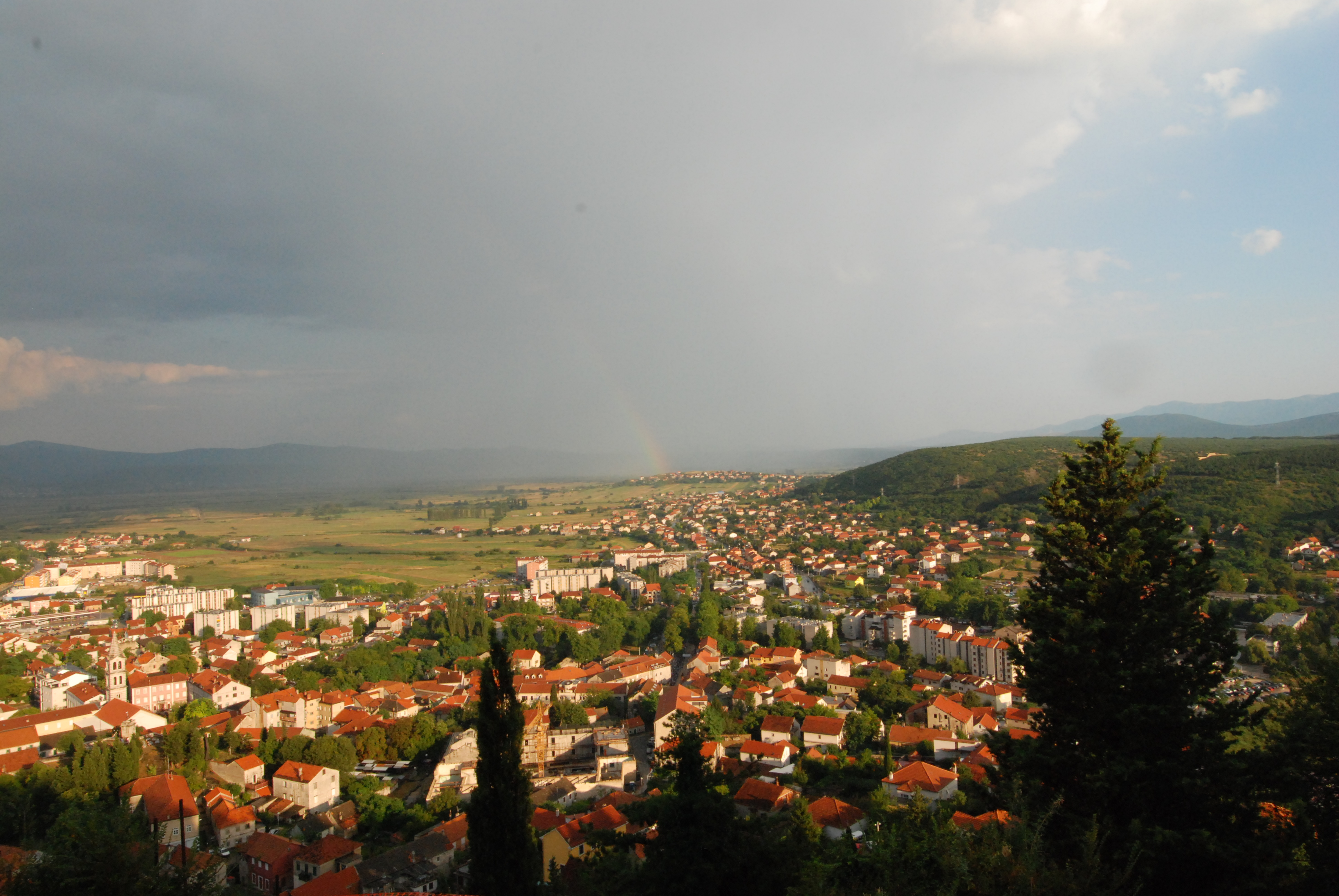
A Sinji-mező látképe az előtérben Sinj városával

## Fekvése
A Sinji-mező a Dalmát Zagora területén, Sinj városa alatt, a Cetina két partján fekszik. A legnagyobb mező a Dalmát-Zagora területén. Területe 64 km², tengerszint feletti magassága 295-301 méter. 

## Története
A Dinári és a Svilaja-hegységek által határolt terület termékeny földje, legelői, erdői és vizekben gazdag térsége már ősidők óta ideális lakhelyet nyújtott az ember számára. Számos újkőkori és vaskori, kőből rakott halomsírral találkozhatunk a Sinji-mező feletti területeken, de bronzkori és vaskori lakóhelyek maradványai találhatók a Cetina Dugiša nevű szigetén is. A mai Dalmácia területén i. e. 1000 körül egy indoeurópai népcsoport az illírek és azoknak is egyik harcias törzse a dalmátok telepedtek le. Jelenlétükről tanúskodnak a környező magaslatokon található ókori vármaradványok. Az illíreknek nincsenek írásos emlékeik, de számos római forrás emlékezik meg a harcias dalmátokról, akik a Neretva és a Krka folyók közötti területen éltek, így szállásterületük központja a Cetina vidékére esett. A dalmát ellenállást megtörve i. e. 156-ban a területet a rómaiak hódították meg. Ennek ellenére a mai Sinj környékén jelentős dalmát népesség maradt. A római uralomnak 375-ben a hunok hódítása vetett véget.
530 körül a területet a Bizánci Birodalom szerezte meg, majd 614-ben a hódító avarokkal együtt szláv törzsek érkeztek erre a vidékre. A 925-ben megalapított horvát állam azonban nem volt hosszú életű és a horvát területekkel együtt az akkori Cetina vidéke is a magyar királyok uralma alá került a 11. század végén. A 14. században a Subicsok birtoka lett, majd Nelipić Iváné és 1434-ig a Nelipićeké maradt. Kihalásuk után több birtokosa volt, majd 1536-ban elfoglalta a török és az Oszmán Birodalom része lett, mely alól csak 1686-ban szabadult fel. 1699-ben a karlócai béke értelmében a terület végképp felszabadult. A velencei-török háborúnak az 1718-as pozsareváci béke vetett véget, mely után a török veszély végképp megszűnt ezen a vidéken. A velencei uralomnak 1797-ben vége szakadt és osztrák csapatok vonultak be Dalmáciába. 
1806-ban az osztrákokat legyőző franciák uralma alá került, de Napóleon lipcsei veresége után 1813-ban újra az osztrákoké lett. Dalmácia osztrák uralom alá kerülése alkalmából 1818-ban I. Ferenc látogatást tett a tartományban, mely során meglátogatta Sinj városát is. A 19. század végén a térség gazdaságilag is sokat fejlődött, mely a kereskedelem és a közlekedés fejlődésén alapult. Létrejött a vasúti összeköttetés Split városával és a Cetinán épített hidak segítségével közúti kapcsolat létesült a térség többi településével és Boszniával is. 1918-ban az új szerb-horvát-szlovén állam, majd később Jugoszlávia része lett. A második világháború idején a Független Horvát Állam része lett, de a lakosság ellenségesen viszonyult az olasz és német megszállóhoz. Ezért Sinj és környéke az antifasiszta ellenállás egyik központja lett. A cetinai körzetben megszállók a megtorlások során 1888 személyt gyilkoltak meg, 59 falut égettek fel és 2933 lakóházat romboltak le. Sinjt és vidékét 1944. október 25-én szabadították fel a népi felszabadító hadsereg egységei a megszállás alól. 

## Gazdaság
A mező télen korábban vizenyős volt. Amikor a vizek tavasszal visszavonultak marhacsordák és más jószágok legeltek a mezőn. Ma már nincs legeltetés, a mezőt kukoricával és búzával vetik be.

## Népesség
A mezőt számos település veszi körül. A Cetina bal (észak-északkeleti) oldalán találhatók a Kamešnica alatti települések Gala, Otok, Ovrlje, Udovičić, Ruda, Vrabač, Grab (a mezőre szintén leereszkedő Podi településsel), Jabuka és Vedrine. Ezután jön Trilj, amely a Cetina mindkét oldalán, és tovább a Cetina jobb (dél-délnyugati) oldalán található, illetve Košute, Turjaci, Brnaze, Sinj és Glavice, amellyel a kör bezárul.

## Vizei
A Cetina a Sinji-mező legnagyobb folyója. A területen még több patak és folyócska található: a Kosinac és a Ruda (a Cetina bal oldali mellékfolyói), a Grab (a Ruda bal oldali mellékfolyója) és az Ovrlja (a Ruda jobb oldali mellékfolyója). A jobb oldalon a Goručica folyócska folyik a Cetinába.
Egészen a közelmúltig a Cetina, a Grab, a Ruda és a Rumina gazdag volt nemes, ízletes halakban, őshonos pisztrángokban (amelyek vörös pöttyeikről voltak felismerhetők), fejes domolykókban és pénzes pérekben. A térség összes halfajának állománya az elmúlt évtizedekben csökkent. A szakértők ennek okait leginkább az orvhalászatban és a környezetszennyezésben, valamint a meliorációs beavatkozásokban látják.
A Cetina Obrovac település szélén, Han, Glavica és Gala településrészek között jut be a mezőre, majd Trilj alatt, balról Čaporice és jobbról Gardun között lép ki a Cetina-szurdokba és délre folyik tovább. A mező két oldalát a Cetina felett átívelve több híd köti össze. Ezek sorban lefelé: egy kőhíd Hannál, majd egy betonhíd Otok közelében a Kerep nevű helyen, ezután jön a legnagyobb híd, mely Triljben található, végül pedig száz méterrel alatta egy függőhíd következik.

## Fordítás
Ez a szócikk részben vagy egészben  a   Sinjsko polje című horvát Wikipédia-szócikk ezen változatának fordításán alapul.  Az eredeti cikk szerkesztőit annak laptörténete sorolja fel. Ez a jelzés csupán a megfogalmazás eredetét és a szerzői jogokat jelzi, nem szolgál a cikkben szereplő információk forrásmegjelöléseként.